# Amphoe Sanam Chai Khet
Amphoe Sanam Chai Khet (Thai: อำเภอ สนามชัยเขต) ist ein Landkreis (Amphoe – Verwaltungs-Distrikt) im Osten der Provinz Chachoengsao.  Die Provinz Chachoengsao liegt im östlichen Teil der Zentralregion von Thailand. 

## Geographie
Benachbarte Distrikte (von Westen im Uhrzeigersinn): die Amphoe Plaeng Yao und Phanom Sarakham in der Provinz Chachoengsao, die Amphoe Si Maha Phot und Kabin Buri in der Provinz Prachin Buri, Amphoe Khao Chakan der Provinz Sa Kaeo, Amphoe Tha Takiap wieder in Chachoengsao sowie Amphoe Ko Chan in der Provinz Chon Buri.

## Geschichte
Mueang Sanam Chai Khet (เมืองสนามไชย์เขตต์) war bereits eine Stadt (Mueang) im Königreich Ayutthaya, ebenso wie die benachbarten Mueang Phanat Nikhom (เมืองพนัสนิคม) und Mueang Phanom Sarakham (เมืองพนมสารคาม).
Am 6. Januar 1966 wurden die drei Tambon Khu Yai Mi, Tha Kradan und Tha Takiap vom Amphoe Phanom Sarakham abgetrennt, um daraus den „Zweigkreis“ (King Amphoe) Sanam Chai (สนามไชย) zu erschaffen.
Am 14. Dezember 1972 wurde er in Sanam Chai Ket umbenannt.
Am 28. Juni 1973 bekam Sanam Chai Khet den vollen Amphoe-Status.

## Verwaltung

### Provinzverwaltung
Der Landkreis Sanam Chai Khet ist in vier Tambon („Unterbezirke“ oder „Gemeinden“) eingeteilt, die sich weiter in 70 Muban („Dörfer“) unterteilen.
| Nr. | Name         | Thai     | Muban | Einw.  |
| --- | ------------ | -------- | ----- | ------ |
| 01. | Khu Yai Mi   | คู้ยายหมี   | 17    | 16.238 |
| 02. | Tha Kradan   | ท่ากระดาน | 23    | 29.986 |
| 03. | Thung Phraya | ทุ่งพระยา  | 19    | 16.014 |
| 05. | Lat Krathing | ลาดกระทิง | 11    | 10.645 |

Anmerkung: die fehlenden Geocodes beziehen sich auf die Tambon, aus denen heute Amphoe Tha Takiap besteht.

### Lokalverwaltung
Es gibt eine Kommune mit „Kleinstadt“-Status (Thesaban Tambon) im Landkreis:
- Sanam Chai Khet (Thai: เทศบาลตำบลสนามชัยเขต) bestehend aus Teilen des Tambon Khu Yai Mi.

Außerdem gibt es vier „Tambon-Verwaltungsorganisationen“ (องค์การบริหารส่วนตำบล – Tambon Administrative Organizations, TAO)
- Khu Yai Mi (Thai: องค์การบริหารส่วนตำบลคู้ยายหมี) bestehend aus Teilen des Tambon Khu Yai Mi.
- Tha Kradan (Thai: องค์การบริหารส่วนตำบลท่ากระดาน) bestehend aus dem kompletten Tambon Tha Kradan.
- Thung Phraya (Thai: องค์การบริหารส่วนตำบลทุ่งพระยา) bestehend aus dem kompletten Tambon Thung Phraya.
- Lat Krathing (Thai: องค์การบริหารส่วนตำบลลาดกระทิง) bestehend aus dem kompletten Tambon Lat Krathing.